# الولايات المتحدة وإرهاب الدولة
اتهم العديد من الباحثين الولايات المتحدة بالضلوع في إرهاب الدولة. فكتبوا عن استخدام إرهاب الدولة من جانب الولايات المتحدة والديمقراطيات الليبرالية الأخرى، خصوصًا فيما يتعلق بالحرب الباردة. ومن وجهة نظر أولئك العلماء، فإن إرهاب الدولة يُستعمل لحماية مصالح النخب الرأسمالية، إذ أنشأت الولايات المتحدة نظامًا قائمًا على فكر الاستعمار الجديد يتألف من دولٍ عميلة، تشارك مع النخب الإقليمية في الحكم عن طريق خلق جوٍ من الذعر. أثار هذا العمل جدلًا بين كبار العلماء المختصين بالإرهاب، من الذين يركزون على إرهاب الدولة وإرهاب غير الدولة اللذان تمارسهما الدكتاتوريات.

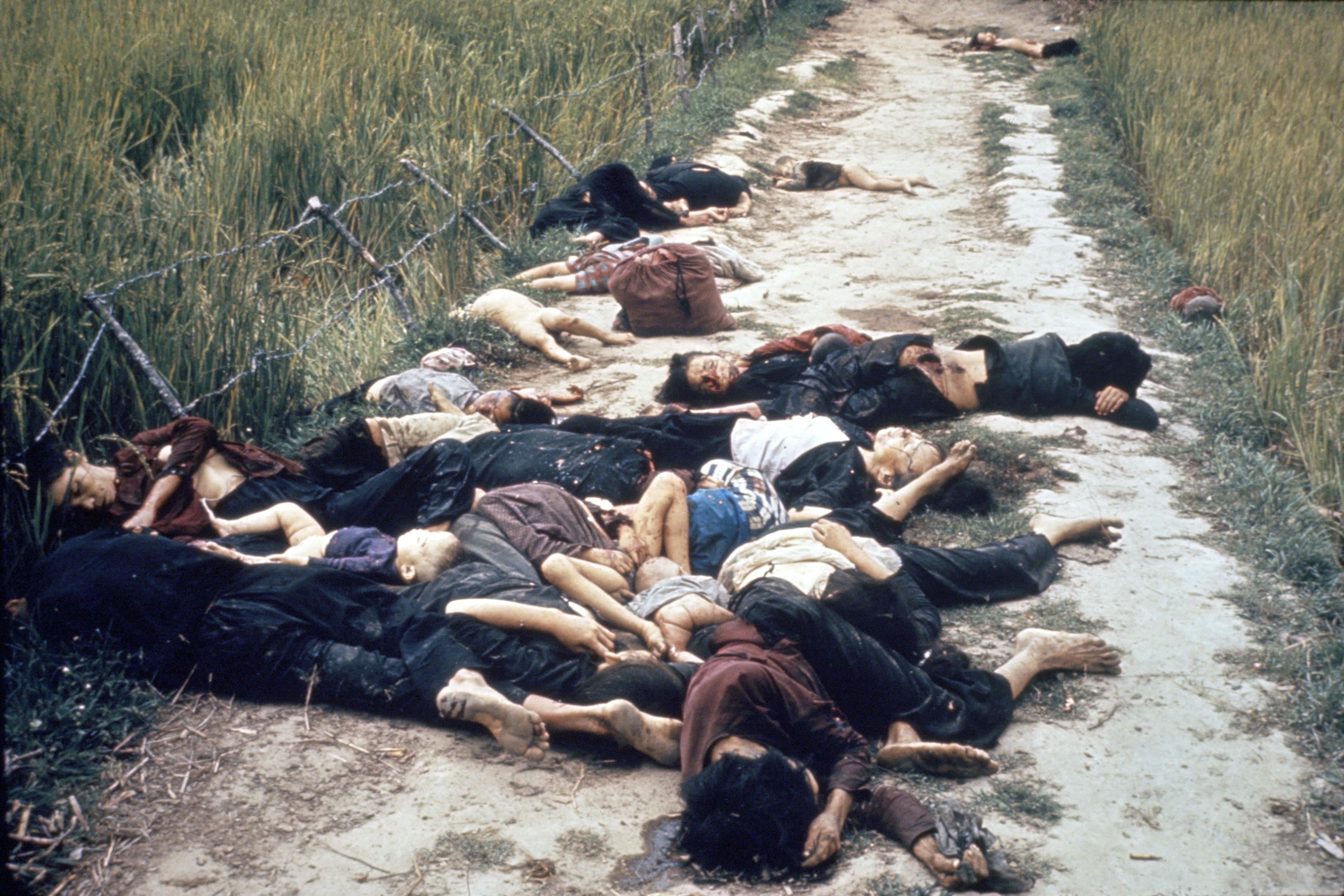

تشتمل هذه الأعمال على كتاب اقتصاد حقوق الإنسان السياسي (1979) بقلم إدوارد إس. هيرمان ونعوم تشومسكي، والشبكة والإرهابية الحقيقة (1985) بقلم هيرمان، وكتاب الكسندر إل. جورج إرهاب الدولة الغربية (1991)، وإرهاب الدولة والولايات المتحدة بقلم فريديريك جارو (2004)، وحرب أمريكا الأخرى (2005)  بقلم دوغ ستوكس. من بين هؤلاء المؤلفين، تعتبر روث جاي. بلاكيلي تشومسكي وهيرمان من أبرز من كتب عن الولايات المتحدة وإرهاب الدولة.

## أعمال بارزة
منذ أواخر سبعينيات القرن العشرين، كتب نعوم تشومسكي إدوارد إس. هيرمان سلسلةً من الكتب حول ضلوع الولايات المتحدة في إرهاب الدولة. توافق محتوى مؤلفاتهم مع تقارير منظمة العفو الدولية وغيرها من المنظمات المعنية بحقوق الإنسان بشأن «وباء» عالمي جديد يتمثل في تعذيب الدولة وقتلها. يرى تشومسكي وهيرمان أن الذعر كان متمركزًا في منطقة نفوذ الولايات المتحدة في الدول النامية، فضلًا عن توثيق انتهاكات حقوق الإنسان التي ارتكبتها الدول العميلة الأمريكية بحق أمريكا اللاتينية. وذكرا أن من بين عشر دول أمريكية لاتينية كان لديها فرق موت، كلها كانت دول عميلة للولايات المتحدة. وزعما أن 74% من الأنظمة حول العالم ممن مارست التعذيب على أساس إداري كانت دول عميلة للولايات المتحدة، تتلقى دعمًا عسكريًا وغيره من الدعم من الولايات المتحدة للحفاض على السلطة. واستنتجا أن الارتفاع العالمي في إرهاب الدولة كان ناجمًا عن سياسة الولايات المتحدة الخارجية.
توصل تشومسكي إلى أن كافة القوى تدعم إرهاب الدولة في الدول العميلة. كانت في مقدمتها الولايات المتحدة وقوى أخرى، من أبرزها الملكة المتحدة وفرنسا، التي قدمت الدعم الدبلوماسي، والعسكري والمالي لأنظمة العالم الثالث التي حافظت على سلطتها باستخدام العنف. عملت هذه الحكومات جنبًا إلى جنب مع شركات متعددة الجنسيات، لا سيما في صناعة الأسلحة والصناعات الأمنية. إضافةً إلى ذلك، قامت دولًا ناميةً أخرى خارج منطقة النفوذ الغربية بإرهاب الدولة بدعم من القوى المتنافسة.
أدى الضلوع المزعوم من جانب القوى الكبرى في إرهاب الدولة بالدول النامية إلى قيام العلماء  بدراسته على اعتباره ظاهرةً عالمية بدلًا من دراسة الدول كلًا على حدة.
في عام 1991، ورد أيضًا في كتابٍ حرره ألكسندر إل. جورج أن القوى الغربية الأخرى قد دعمت زيادة الذعر في الدول المتقدمة. وتوصل إلى أن الولايات المتحدة وحلفائها كانوا الداعمون الرئيسيون للإرهاب في كافة أرجاء العالم. ويقول جارو إن عدد الوفيات الناجم عن إرهاب غير الدولة (3668 حالة وفاة بين عامي 1968 و1980، حسب تقديرات وكالة المخابرات المركزية (سي آي أي)) يُعد «ضئيلًا» مقارنةً بتلك الناجمة عن إرهاب الدولة القائم في الأنظمة المدعومة من قبل الولايات المتحدة مثل غواتيمالا (150,000 قتيل، و50,000 أصبحوا في عداد المفقودين أثناء الحرب الأهلية الغواتيمالية – يصنف جارو 93% منهم على أنهم «ضحايا إرهاب الدولة»).
بحسب آراء علماءٍ آخرين، تقول روث جاي. بلاكيلي إن الولايات المتحدة وحلفائها قد مولوا ونشروا إرهاب الدولة على «نطاقٍ واسعٍ جدًا» أثناء الحرب الباردة. ولتبرير ما فعلوه قالوا أنهم كانوا يسعون إلى احتواء الشيوعية، إلا أن بلاكيلي تؤكد أن ذلك كان وسيلةً لإسناد مصالح النخب التجارية الأمريكية ولتعزيز توسع النيوليبرالية في أرجاء الجنوب العالمي. يظن مارك آرونز أن الأنظمة والدكتاتوريات السلطوية اليمينية التي تدعمها القوى الغربية قد ارتكبت فضائع وعمليات قتلٍ جماعية تضاهي العالم الشيوعي، مستشهدًا بأمثلة من قبيل الاحتلال الإندونيسي لتيمور الشرقية، والإبادة الإندونيسية الجماعية لعام 1965-1966، وٍ«حالات الاختفاء» في غواتيمالا أثناء قيام الحرب الأهلية، وعمليات الاغتيال وإرهاب الدولة المرتبطة بعملية كوندور في جميع أنحاء أمريكا الجنوبية. في كتاب أسوأ من الحرب، يقول دانيال غولدهاغن إن خلال العقدين الأخيرين من الحرب الباردة، فإن عدد الدول العميلة للولايات المتحدة التي ترتكب عمليات الإبادة الجماعية قد فاق عدد دول الاتحاد السوفيتي. ووفقًا للعالم المختص بأمريكا اللاتينية جون هنري كوتسورث، فإن عدد ضحايا القمع في أمريكا اللاتينية وحدها تجاوز بكثير عدد ضحايا الاتحاد السوفيتي والدول التابعة له في أوروبا الشرقية خلال الفترة المحصورة بين عامي 1960 و1990. تؤكد جاي. باتريس ماكشيري أن «مئات الآلاف من الأمريكيين اللاتينيين قد تعرضوا للتعذيب، أو الخطف، أو القتل من قبل الأنظمة العسكرية اليمينية كجزء من الحملة الصليبية ضد الشيوعية بقيادة الولايات المتحدة».

## التعريف
يستثني التعريف القانوني الأمريكي الخاص بالإرهاب الأعمال التي تقوم بها الدول المعترف بها. فحسب القانون الأمريكي (22 يو. إس. سي. 2656f (دي) (2)) يُعرَّف الإرهاب على أنه «أعمال عنف متعمدة وذات دوافع سياسية ترتكبها جماعات دون مستوى الوطنية أو عملاء سريين غير قانونيين ضد أهداف غير منخرطة في القتال، عادةً بهدف التأثير على جمهورٍ ما». ليس هناك إجماع عالمي حول تعريف قانوني أو أكاديمي للإرهاب. إذ فشلت مؤتمرات الأمم المتحدة في التوصل إلى إجماع حول إرهاب الدولة وغير الدولة.
من وجهة نظر الأستاذ مارك سيلدن، «يستثني السياسيون الأمريكيون ومعظم علماء الاجتماع أفعال وسياسات الولايات المتحدة وحلفائها» من تعريف الإرهاب. كتب المؤرخ هنري كوماغر بأنه « حتى عندما تسمح تعريفات الإرهاب بإرهاب الدولة، فإن تصرفات الدولة في هذا المجال غالبًا ما تُرى من منظور الحرب أو الدفاع عن الوطن، وليس من منظور الهلع. ترى الدكتورة ميرا ويليامسون أن «معنى «الإرهاب» قد شهد تحولًا. ففي عهد انتشار الهلع، استُخدم النظام أو نظام الإرهاب كأداة للحكم، توظفها دولة ثورية حديثة التأسيس ضد أعداء الشعب. أما الآن فيشيع استخدام مصطلح «الإرهاب» في وصف الأعمال الإرهابية التي تُرتكب ضد الدولة من قبل كيانات ليس لها علاقة بالدولة أو دون مستوى الوطنية.
يقول فريدريك إف. جارو في كتاب إرهاب الدولة والولايات المتحدة إن نية الإرهاب تكمن في تخويف أو إكراه كل من المجموعات المُستهدفة والقطاعات الأكبر في المجتمع التي تشارك أو يمكن أن تُقاد لمشاركة قيم المجموعات المُستهدفة عن طريق وضعهم تحت حالةٍ من «الخوف الشديد، والقلق، والهم، والهلع، والفزع، و/أو الرعب». والهدف من الإرهاب ضد الدولة هو إجبار الحكومات على تغيير سياساتها، أو الإطاحة بها أو حتى تدمير الدولة. فيما يكمن الهدف من إرهاب الدولة في القضاء على الأشخاص الذين يُعتبرون أعداءً فعليين أو محتملين، وفي تثبيط أولئك الأعداء المحتملين أو الفعليين الذين لم يتم القضاء عليهم.